# Zmodyfikowana wartość bieżąca netto
Zmodyfikowana wartość bieżąca netto (ang. modified net present value, MNPV), metoda MNPV – jedna z odmian metody NPV wykorzystywana w ocenie efektywności inwestycji. Podstawowym założeniem tej odmiany metody NPV odróżniającym ją od klasycznej metody NPV, jest poziom stopy reinwestycji przyjmowanej do reinwestowania (ponownego inwestowania) wypracowanych przez inwestycję nadwyżek finansowych – dodatnich przepływów pieniężnych netto. W klasycznej metodzie NPV zakłada się, że stopa reinwestycji (krei) jest ustalana na poziomie stopy dyskonta (k), czyli w ujęciu finansowym na poziomie kosztu kapitału (CC – cost of capital). W przypadku metody MNPV stopa reinwestycji jest odseparowana od kosztu kapitału zaangażowanego w inwestycję czyli stopy dyskonta {\displaystyle k:k_{rei}\neq k\neq CC} i odzwierciedla zewnętrzne uwarunkowania związane z możliwością inwestowania nadwyżek pieniężnych projektu.
{\displaystyle MNPV=\sum _{t=0}^{m}{\frac {NCF_{t}^{-}}{(1+k)^{t}}}+{\frac {\sum _{t=m+1}^{n}NCF_{t}^{+}(1+k_{rei})^{n-1}}{(1+k)^{n}}}}
gdzie:
- {\displaystyle MNPV} – zmodyfikowana wartość bieżąca netto
- {\displaystyle NCF_{t}^{-}} – ujemny przepływ pieniężny netto w okresie t,
- {\displaystyle NCF_{t}^{+}} – dodatni przepływ pieniężny netto w okresie t, który jest reinwestowany,
- {\displaystyle k} – stopa dyskonta ekonomicznie odzwierciedlająca koszt kapitału zaangażowanego w inwestycję,
- {\displaystyle k_{rei}} – stopa reinwestycji dodatnich przepływów pieniężnych netto różna od k.

## Interpretacja
Wartość MNPV jest interpretowana tak samo jak NPV, czyli informuje o łącznej (skumulowanej z całego okresu życia inwestycji) wartości dzisiejszej nadwyżki ekonomicznej inwestycji (zdyskontowanych dodatnich wcześniej reinwestowanych stopą reinwestycji inną od koszt kapitału) – stopy dyskonta przepływów pieniężnych netto nad ujemnymi zdyskontowanymi przepływami pieniężnymi netto. MNPV pokazuje więc wartość projektu na dzień wydatkowania pierwszej złotówki. W takim ujęciu MNPV daje jednoznaczne przesłanki w zakresie decyzji inwestycyjnych. 
Kryterium decyzyjne
- MNPV > 0 – inwestycja jest opłacalna
- MNPV = 0 – inwestycja jest neutralna
- MNPV < 0 – inwestycja jest nieopłacalna

## Zależności i relacje
Istnieje odwrotna, lecz nieliniowa zależność pomiędzy wysokością przyjętej stopy dyskonta (kosztu kapitału) a wartością inwestycji mierzoną metodą MNPV: wraz ze wzrostem przyjętej stopy dyskonta (kosztu kapitału) wartość inwestycji wyrażonej MNPV spada (dla typowych przepływów pieniężnych), co ma wpływ na ocenę opłacalności inwestycji i ewentualną decyzję, co do jej realizacji.
Równocześnie istnieje zbieżna, lecz nieliniowa zależność pomiędzy wysokością przyjętej stopy reinwestycji a wartością inwestycji mierzoną metodą MNPV: wraz ze wzrostem przyjętej stopy reinwestycji wartość inwestycji wyrażonej MNPV rośnie (dla typowych przepływów pieniężnych), co ma wpływ na ocenę opłacalności inwestycji i ewentualną decyzję, co do jej realizacji.
Relacja pomiędzy wartością inwestycji mierzoną metodą MNPV a NPV zależy od wzajemnej relacji pomiędzy stopą dyskonta (kosztem kapitału) – k a stopą reinwestycji krei. Kiedy:
- stopa dyskonta (k) = stopie reinwestycji (krei), wówczas MNPV = NPV.
- stopa dyskonta (k) >  stopy reinwestycji (krei), wówczas MNPV < NPV.
- stopa dyskonta (k) <  stopy reinwestycji (krei), wówczas MNPV > NPV.

## Zalety
- uwzględnia zmianę wartości pieniądza w czasie,
- uniezależnia stopę reinwestycji dodatnich przepływów pieniężnych netto od kosztu kapitału (stopy dyskonta) wykorzystywanego do finansowania inwestycji,
- uwzględnia całość przepływów pieniężnych związanych z inwestycją,
- mierzy wzrost zamożności inwestora z uwzględnieniem zmian wartości pieniądza w czasie,
- zapewnia porównywalność inwestycji,
- umożliwia łatwą agregację inwestycji (wartość NPV portfela inwestycyjnego jest równa sumie wartości NPV inwestycji wchodzących w jego skład).

## Wady
- trudności z wyborem stopy reinwestycji odzwierciedlającej możliwości rynkowe ponownego inwestowania (reinwestowania) generowanych przez inwestycję dodatnich przepływów pieniężnych netto,
- nie uwzględnia tkwiącej w inwestycji elastyczności,
- nie uwzględnia ryzyka specyficznego (tylko systematyczne w stopie dyskonta) związanego z inwestycją.